# Hojūmābād
Hojūmābād (persiska: هجوم آباد) är en ort i Iran.   Den ligger i provinsen Kermanshah, i den nordvästra delen av landet, 400 km väster om huvudstaden Teheran. Hojūmābād ligger 1 343 meter över havet och antalet invånare är 219.
Terrängen runt Hojūmābād är kuperad norrut, men söderut är den bergig. Runt Hojūmābād är det ganska tätbefolkat, med 185 invånare per kvadratkilometer. Närmaste större samhälle är Kāmyārān, 13,6 km norr om Hojūmābād. Trakten runt Hojūmābād består till största delen av jordbruksmark.